# Asthenes ottonis
Asthenes ottonis là một loài chim trong họ Furnariidae.